# زندگی در تنگ ماهی
زندگی در تُنگ ماهی (انگلیسی: Life in a Fishbowl) با نام اصلی خیابان امید (ایسلندی: Vonarstræti) فیلمی درام به کارگردانی بالدوین شوفونیاشون است که در سال ۲۰۱۴ منتشر شد. این فیلم در سی و نهمین دورهٔ جشنواره بین‌المللی فیلم تورنتو به نمایش درآمد و نمایندهٔ کشور ایسلند جهت رقابت برای جایزه اسکار بهترین فیلم بین‌المللی در هشتاد و هفتمین دوره جوایز اسکار بود، اما به فهرست نهایی برگزیدگان راه نیافت.